# Dig, Lazarus, Dig!!!
Dig, Lazarus, Dig!!! je čtrnácté studiové album australské rockové skupiny Nick Cave and the Bad Seeds. Jeho nahrávání probíhalo v červnu a červenci 2007 v The State of the Ark Studios v Richmondu v Londýně. Jeho producentem byl Nick Launay a vyšlo v březnu 2008 u vydavatelství Mute Records a ANTI-. Jde o poslední album skupiny, na kterém hraje její původní člen Mick Harvey, který v roce 2008 ze skupiny odešel.

## Seznam skladeb
| Pořadí         | Název                        | Autor                         | Délka |
| -------------- | ---------------------------- | ----------------------------- | ----- |
| 1.             | Dig, Lazarus, Dig!!!         | Cave                          | 4:10  |
| 2.             | Today's Lesson               | Cave                          | 4:41  |
| 3.             | Moonland                     | Cave, Ellis, Casey, Sclavunos | 3:53  |
| 4.             | Night of the Lotus Eaters    | Cave, Ellis                   | 4:53  |
| 5.             | Albert Goes West             | Cave, Ellis                   | 3:32  |
| 6.             | We Call Upon the Author      | Cave, Ellis                   | 5:12  |
| 7.             | Hold on to Yourself          | Cave, Ellis, Casey, Sclavunos | 5:51  |
| 8.             | Lie Down Here (& Be My Girl) | Cave                          | 4:58  |
| 9.             | Jesus of the Moon            | Cave                          | 3:22  |
| 10.            | Midnight Man                 | Cave                          | 5:07  |
| 11.            | More News from Nowhere       | Cave, Ellis, Casey, Sclavunos | 7:58  |
| Celková délka: | Celková délka:               | Celková délka:                | 53:35 |

## Obsazení
- Nick Cave – zpěv, varhany, klavír, tamburína, perkuse, harmonika, kytara
- Martyn P. Casey – baskytara
- Thomas Wydler – bicí, perkuse, tamburína
- Warren Ellis – viola, mandolína, kytara, rumba koule, loutna, bicí automat, flétna, klavír
- Mick Harvey – kytara, baskytara, varhany
- Jim Sclavunos – bicí, bonga, konga, cowbell, rumba koule, tamburína
- James Johnston – varhany, kytara